# Cyrkuł wielicki
Cyrkuł wielicki (niem. Wieliczkaer Kreis) – jednostka administracyjna Cesarstwa Austrii w Królestwie Galicji i Lodomerii w latach 1773–1782.

## Historia

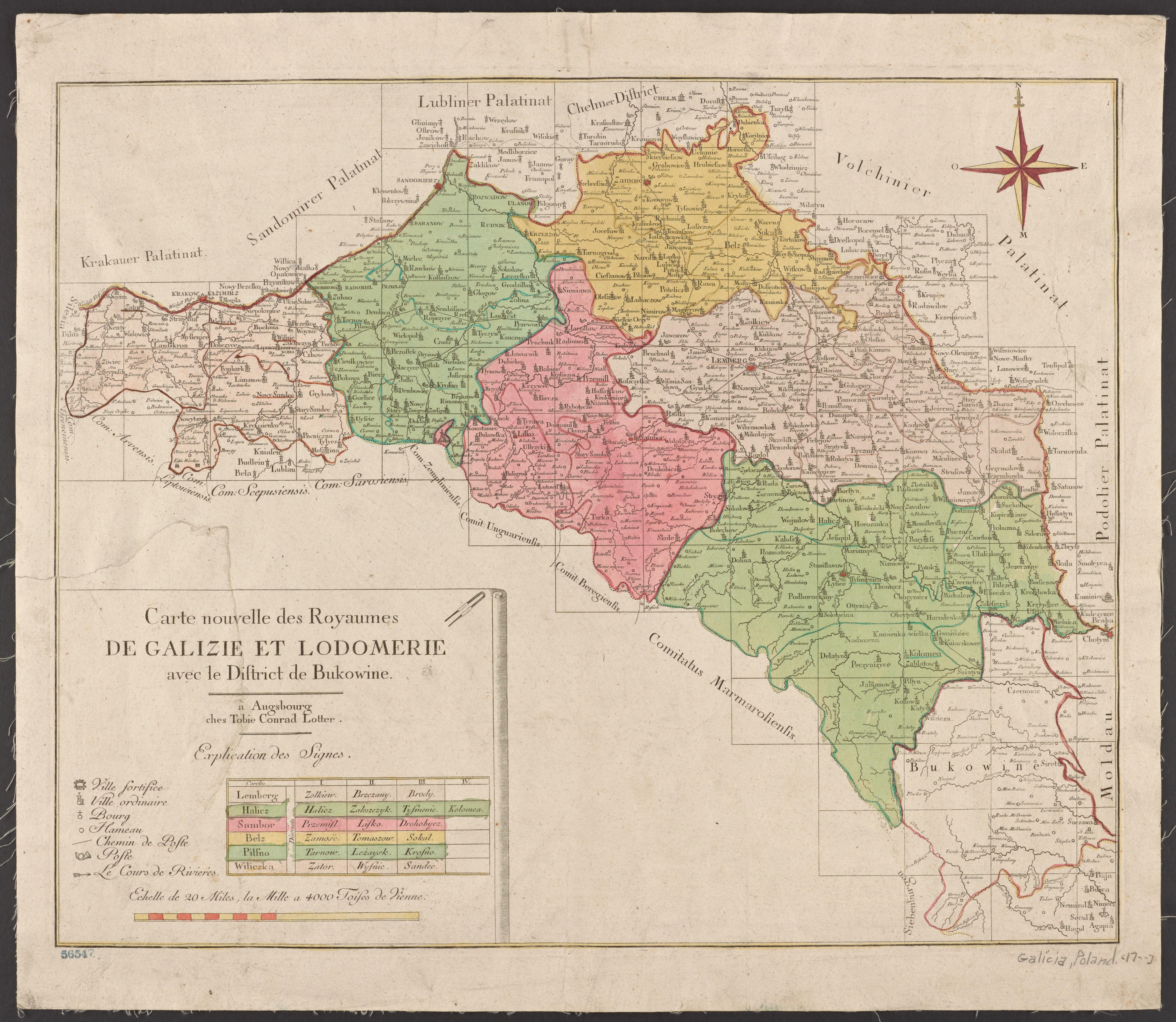
Cyrkuł wielicki (kolor bladoróżowy) ok. 1780

Cyrkuł wielicki z siedzibą w Kazimierzu utworzono w 1773 roku na ziemiach polskich zagarniętych przez Austrię podczas I rozbioru. Inicjalnie został on podzielony na dziewięć dystryktów (powiatów):
- Biała
- Bochnia
- Dębno
- Jordanów
- Myślenice
- Nowy Sącz
- Nowy Targ
- Wieliczka
- Żywiec

Podział ten nie przetrwał długo – już na konferencji Kancelarii Nadwornej z 14 marca 1774 stwierdzono, że tak duża liczba dystryktów może być uzasadniona jedynie w sytuacji, gdyby przed ich naczelnikami stały liczne i istotne zadania. W związku z tym ustalono ogólną zasadę, że w odpowiednim czasie konieczna będzie znaczna redukcja ich liczby. Zgodnie z tym stanowiskiem, 21 czerwca 1774 gubernator przedstawił swoje wnioski dotyczące reorganizacji. W odpowiedzi otrzymał dekret z 3 sierpnia 1774 roku, w którym poinformowano, że cesarzowa Maria Teresa Habsburg wyraziła zasadniczą zgodę na proponowane zmiany – pod warunkiem, że ich wdrożenie nie opóźni prac nad wprowadzeniem systemu podatkowego oraz regulacji urbarialnej. W kolejnym memoriale z 11 października 1774 gubernator przedstawił szczegółowy plan reorganizacji, który został zatwierdzony rezolucją Kancelarii Nadwornej z 14 marca 1775. W efekcie tych działań liczba dystryktów w cyrkule wielickim została zredukowana do trzech:
- Nowy Sącz (z dotychczasowych: Nowy Sącz i Nowy Targ),
- Wiśnicz  (z dotychczasowych: Bochnia, Dębno i Wieliczka),
- Zator (z dotychczasowych: Biała, Jordanów, Myślenice i Żywiec).

### Zmiana granicy polsko-austriackiej
Na uwagę zasługuje fakt, że granica polsko-austriacka w rejonie cyrkułu wielickiego obejmowała także początkowo (od 1772) lewobrzeżny fragment z miastem Kazimierz, gdzie ulokowano siedzibę cyrkułu.. Na mocy porozumienia zawartego 9 lutego 1776 roku, Austria przekazała Polsce z powrotem ten obszar, co miało miejsce na początku 1777 roku.

### Reforma i zniesienie cyrkułu

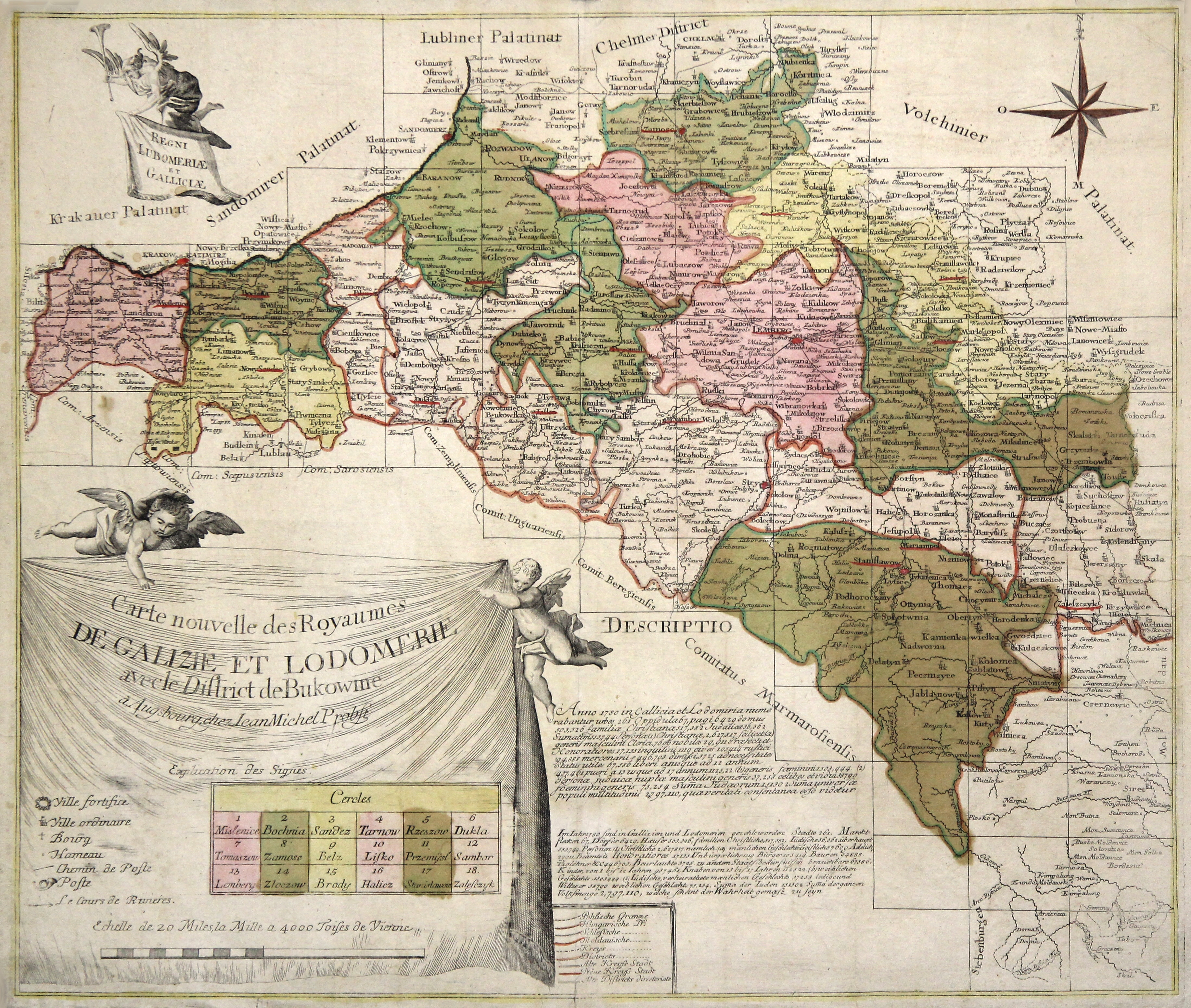
Projekt nowego podziału Galicji na cyrkuły (1780)

2 września 1780 kancelaria nadworna wydała dekret, w którym poinformowała gubernatora o nowych decyzjach w sprawie organizacji administracyjnej. Cesarzowa Maria Teresa Habsburg już od dłuższego czasu planowała wprowadzenie reform mających na celu dostosowanie ustroju Galicji do zasad obowiązujących w niemieckich krajach dziedzicznych. Właśnie zapadła kluczowa decyzja o przekształceniu dotychczasowych dystryktów w cyrkuły. W związku z tym polecono rozpoczęcie prac nad opracowaniem planu reorganizacji. Jednocześnie określono główne wytyczne, które miały stanowić podstawę przy tworzeniu tego planu. Szczególny nacisk położono na to, aby siedziby władz cyrkułów znajdowały się możliwie jak najbliżej ich centrum. Choć zalecano, aby obszary poszczególnych cyrkułów były w miarę równe pod względem powierzchni, nie należało traktować tej zasady zbyt rygorystycznie – w przypadku istnienia ważnych powodów możliwe były odstępstwa od równomiernego podziału. Zwrócono również uwagę, że nie powinno się bez wyraźnej potrzeby zmieniać lokalizacji siedzib władz, ponieważ wiązałoby się to z licznymi trudnościami – między innymi z koniecznością przeniesienia archiwów, które przez osiem lat znacznie się rozrosły. Na zakończenie podkreślono wagę odpowiedniego doboru kadry kierowniczej do obsadzenia nowych stanowisk.
Zgodnie z przyjętymi wytycznymi opracowano memoriał z 1 grudnia 1780, w którym przedstawiono projekt nowego podziału administracyjnego Galicji na 18 mniejszych cyrkułów na bazie dotychczasowych osiemnastu dystryktów:
- dystrykt Nowy Sącz – przekształcono w cyrkuł sądecki,
- dystrykt Wiśnicz – przekształcono w cyrkuł bocheński,
- dystrykt Zator – przekształcono w cyrkuł myślenicki.

Plan ten został zatwierdzony i wszedł w życie w 1782 roku, co jednocześnie oznaczało zniesienie cyrkułu wielickiego.